# Palerme Volley
Le club de volley-ball de Palerme (qui a porté plusieurs noms différents au cours de son existence en raison de changements de sponsors principaux) a aujourd'hui disparu.

## Entraîneur
- 1998-2000 :  Raúl Lozano
- 2000-2001 :  Ljubomir Travica

## Palmarès
- Coupe de la CEV (1)
  - Vainqueur : 1999

## Joueurs majeurs

### Du monde entier
- Angel Dennis  Cuba (réceptionneur-attaquant, 1,94 m)
- Osvaldo Hernandez  Cuba (réceptionneur-attaquant, 1,98 m)
- Hristo Zlatanov  Italie (réceptionneur-attaquant, 2,01 m)

### Les Français et Palerme
- Dominique Daquin (central, 1,98 m)
- Loïc de Kergret (passeur, 1,93 m)

1. ↑  Seuls les principaux titres en compétitions officielles sont indiqués ici.